# 枝幸警察署
枝幸警察署（えさしけいさつしょ）は、北海道警察旭川方面本部が管轄する警察署の一つである。

## 沿革
- 1892年　宗谷警察署枝幸分署として発足
- 1926年　枝幸警察署、中頓別警察署に昇格
- 1942年　枝幸警察署を廃止。中頓別警察署に併合
- 1948年　警察法施行に伴い、北海道庁警察部を廃止。国家地方警察の中頓別地区警察署と自治体警察の中頓別町警察署が発足
- 1954年　警察法の改正により北海道警察が発足。旭川方面中頓別警察署となる
- 1974年　庁舎を枝幸町に新築移転、名称を「枝幸警察署」と変更

## 組織
- 副署長兼警務課長（警視）
- 警務課（警務係、犯罪被害者支援係、相談係、管理係）
- 会計係
- 刑事・生活安全課（生活安全係、刑事係）
- 地域・交通課（地域係、交通係）
- 警備係

## 駐在所
括弧内は所在地を表す。

### 枝幸町
- 歌登駐在所（枝幸郡枝幸町歌登西町120-40）
- 乙忠部駐在所（枝幸郡枝幸町乙忠部874）

### 中頓別町
- 中頓別駐在所（枝幸郡中頓別町字中頓別155-5）
- 小頓別駐在所（枝幸郡中頓別町字小頓別）

### 浜頓別町
- 浜頓別駐在所（枝幸郡浜頓別町大通5-1）

## 特筆すべき最近の不祥事
2009年11月頃、当時の署長が部下の女性職員にセクハラ行為をしたとして、2010年2月15日付けで減給1ヶ月10％の処分を受け警視は依願退職した。北海道警察は、この不祥事を受け、2月16日付けで署長を交代させた。